# Фавст Корнелій Сулла (арвальський брат)
Фавст Корнелій Сулла (лат. Faust Cornelius Sulla, близько 25 до н. е. — 21) — державний діяч Римської імперії.

## Життєпис
Походив з патриціанського роду Корнеліїв Сулл. Син Фавста Корнелія Сулли та Ліцинії. Був одружений із Секстією і мав від неї двох дітей. Зберігав вірність імператорові Октавіану Августу. Ймовірно був сенатором. Входив до колегії арвальських братів. Помер у 21 році н. е.

## Родина
Дружина — Секстія
Діти:
- Фавст Корнелій Сулла Лукулл, консул-суфект 31 року
- Луцій Корнелій Сулла Фелікс, консул 33 року.